# Mandakh, Dornogovi
Mandakh (tiếng Mông Cổ: Мандах) là một sum của tỉnh Dornogovi ở miền đông Mông Cổ. Vào năm 2009, dân số của sum là 1.528 người.

## Địa lý
Sum có diện tích khoảng 12.660,61 km2. Trung tâm sum, Tukhum, nằm cách tỉnh lỵ Sainshand 190 km và thủ đô Ulaanbaatar 500 km.

### Khí hậu
Mandakh có khí hậu hoang mạc. Nhiệt độ trung bình hàng năm trong khu vực là 8 °C. Tháng ấm nhất là tháng 7, khi nhiệt độ trung bình là 28 °C và lạnh nhất là tháng 1, với −13 °C. Lượng mưa trung bình hàng năm là 159 mm. Tháng ẩm ướt nhất là tháng 7, với lượng mưa trung bình là 42 mm, và khô nhất là tháng 1, với 2 mm.

## Kinh tế
Sum có một trường học, bệnh viện, trung tâm thương mại, nhà văn hóa và viện điều dưỡng.